# El gat sense cua
El gat sense cua (títol original suec: Pelle Svanslös) és un llargmetratge d'animació suec dirigit per Jan Gissberg, estrenat a Suècia el 1981. Són dibuixos animats de fantasia d'animals, adaptats de novel·les per a joves de Gösta Knutsson que posa en escena el gat Pelle Svanslös. Aquesta pel·lícula ha estat doblada al català.

## Argument
En una granja d'un poblet de Suècia acaben de néixer cinc gatets, però, un d'ells no té cua. El granger no vol gats sense cua. No porten bona sort, diu. Així que amaga el gatet dins del cotxe d'un visitant que torna feliç a casa seva sense saber que al seient posterior porta un petit polissó. Quina gran sorpresa s'emporta la seva família quan veuen treure aquell petit caparró dins d'una cistella. Els nens, Olle i Brigitta de seguida demanen permís per quedar-se amb el gatet. Els seus papes accepten, i l'anomenen “Pere sense cua”. I amb aquest nom comença una nova vida per al petit gatet a la ciutat, on li esperen fantàstiques aventures. Haurà d'enfrontar-se al malvat Mons i als seus sequaços Bill i Bull. Però també coneixerà l'adorable gatet “Maja-Cara de No-Res” amb l'ajuda del qual arribarà a ser el campió del barri.

## Rollista
- Mats Åhlfeldt - Pelle Svanslös
- Ewa Fröling - Maja Gräddnos
- Ernst-Hugo Järegård - Elaka Måns
- Carl Billquist - Bill
- Björn Gustafson - Bull
- Wallis Grahn - Gammel-Maja i domkyrkotornet
- Lena-Pia Bernhardsson - Gullan från Arkadien
- Charlie Elvegård - Laban från Observatorielunden/En råtta
- Åke Lagergren - Murre från Skogstibble/Kalle Huggorm
- Nils Eklund - Rickard från Rickomberga
- Jan Sjödin - Fritz
- Gunilla Norling - Frida
- Eddie Axberg - Den tjocka råttan
- Gunnar Ernblad - Kråkan
- Kajsa Bratt - Birgitta
- Niklas Rygert - Olle
- Helena Brodin - Mamma
- Axel Düberg - Pappa
- Sture Hovstadius - ladugårdsförmannen